# Кумарапала (династія Пала)
Кумарапала — правитель імперії Пала часів початку її занепаду.

## Правління
За свого правління він придушив повстання губернатора Камарупи.